# Kathryn Kusner
Kathryn Hallowell Kusner –conocida como Kathy Kusner– (Gainesville, 21 de marzo de 1940) es una jinete estadounidense que compitió en la modalidad de salto ecuestre.
Participó en tres Juegos Olímpicos de Verano entre los años 1964 y 1972, obteniendo una medalla de plata en Múnich 1972 en la prueba por equipos. En los Juegos Panamericanos consiguió dos medallas, oro en 1963 y plata en 1967.
Ganó una medalla de plata en el Campeonato Mundial de Saltos Ecuestres de 1965.

## Palmarés internacional
| Juegos Olímpicos     | Juegos Olímpicos        | Juegos Olímpicos | Juegos Olímpicos |
| Año                  | Lugar                   | Medalla          | Categoría        |
| -------------------- | ----------------------- | ---------------- | ---------------- |
| 1972                 | Múnich (RFA)            | Medalla de plata | Por equipos      |
| Campeonato Mundial   |                         |                  |                  |
| Año                  | Lugar                   | Medalla          | Categoría        |
| 1965                 | Hickstead (Reino Unido) | Medalla de plata | Individual       |
| Juegos Panamericanos |                         |                  |                  |
| Año                  | Lugar                   | Medalla          | Categoría        |
| 1963                 | São Paulo (Brasil)      | Medalla de oro   | Por equipos      |
| 1967                 | Winnipeg (Canadá)       | Medalla de plata | Por equipos      |